# 紹賢書院
紹賢書院（韓語：소현서원）位於朝鮮民主主義人民共和國黃海南道石潭九曲風景區中，落成於1578年，當時李朝名臣李珥曾在這裡講學，對朝鮮古代文化的發展有很大影響。書院的主要建築有正廟和講堂，正廟前的右側建有天藻閣，閣中藏有名書法家金正喜的書法碑刻。庭園中建有廟庭碑，碑文詳細的紀錄了這個書院的歷史沿革。